# China Merchants Bank
El China Merchants Bank (CMB) (en chino simplificado, 招商银行; pinyin, Zhāoshāng Yínháng) SEHK: 3968, SSE: 600036 es un banco con sede en Shenzhen, China. Fundado en 1987, es el primer banco comercial con acciones propiedad en su totalidad de personas jurídicas corporativas.
El CMB tiene más de quinientas sucursales en China continental y una en Hong Kong. En noviembre de 2007, como parte de una campaña para el crecimiento internacional, consiguió la aprobación federal para abrir una sucursal en Nueva York.

## Servicios
CMB ofrece servicios de banca personal (ahorros personales, préstamos personales, banca de inversión, comercio de divisas, comercio de oro y tarjetas bancarias, entre otros) y banca corporativa (ahorros corporativos, préstamos corporativos, acuerdos internacionales, financiación del comercio, custodia de activos, financiación de alquileres y rentas corporativas, entre otros), así como banca en línea y electrónica.
El 31 de diciembre de 2008 el banco tenía 44 sucursales y 623 sucursales secundarias, una de ellas representative, un centro de tarjetas de crédito, un centro de crédito para pequeñas empresas, y 1567 bancos de autoservicio en China.

## Premios
En enero CMB fue finalista en la segunda sesión de "Investigación sobre empresas chinas de nivel mundial" del Britain Financial Times. CMB se clasificó 11º en "Brand Value" y "Premium Brands". El 11 de enero CMB se clasificó primera en las listas de "Global Bank Price Value Ratio", con un 4,3.